# Sistema universitario estatal de Florida

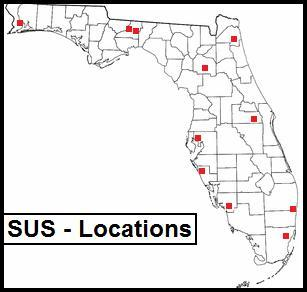
Mapa del sistema

El Sistema universitario estatal de Florida (State University System of Florida en idioma inglés) es un sistema universitario público de Florida (Estados Unidos). Se trata de una red de universidades públicas estatales compuesto por doce instituciones y fue fundado en 1905. Tiene su sede administrativa en Tallahassee.
El sistema está formado por las siguientes universidades:
- New College de Florida
- Universidad Agrónoma y Mecánica de Florida
- Universidad Atlántica de Florida
- Universidad de Florida
- Universidad de Florida Central
- Universidad de Florida Occidental
- Universidad de la Costa del Golfo de Florida
- Universidad del Norte de Florida
- Universidad del Sur de Florida
- Universidad Estatal de Florida
- Universidad Internacional de Florida
- Universidad Politécnica de Florida